# 秋田県道38号田沢湖西木線

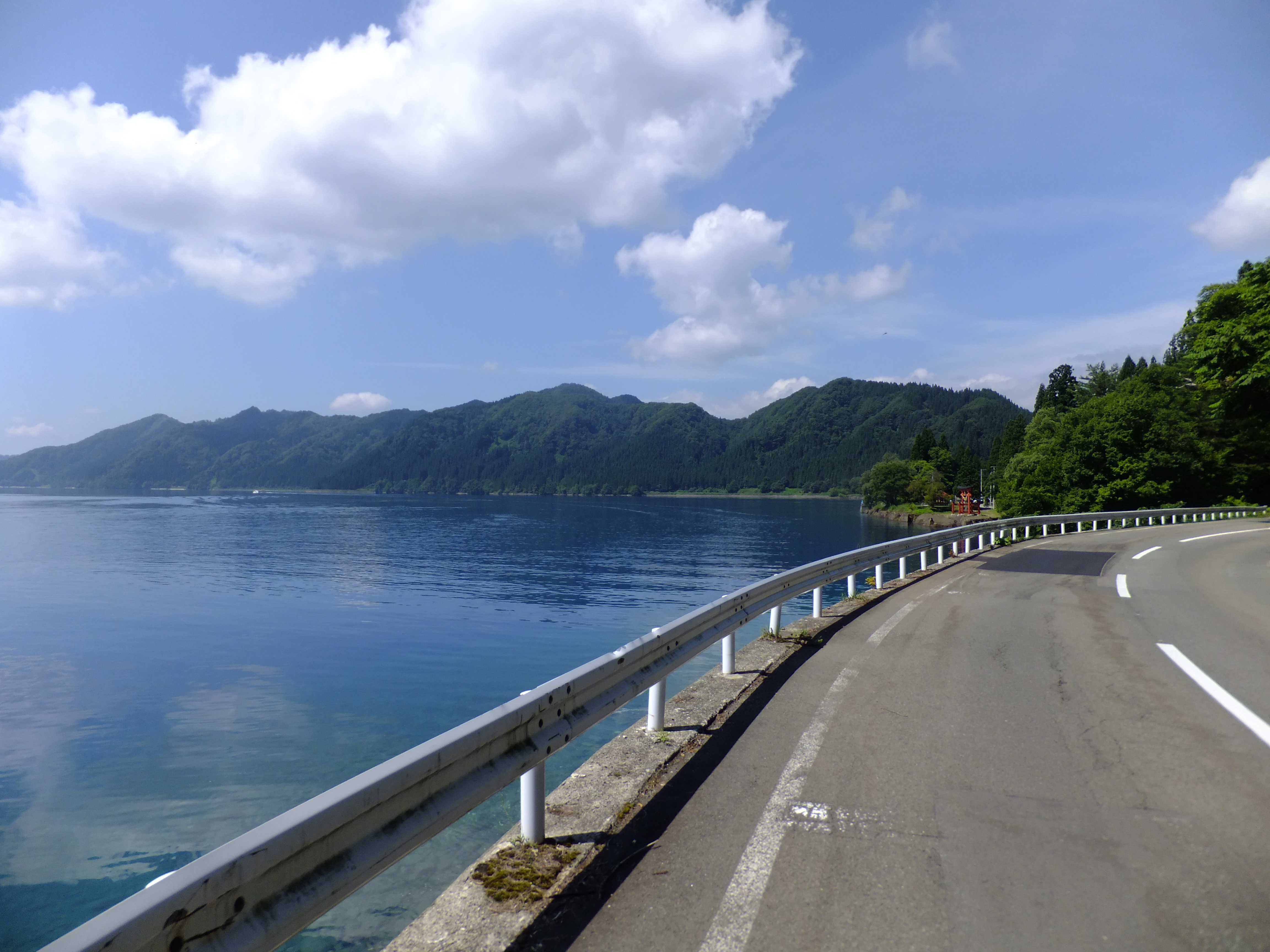
御座石神社付近

秋田県道38号田沢湖西木線（あきたけんどう38ごう たざわこにしきせん）は、秋田県仙北市を通る県道（主要地方道）である。

## 概要
当道路は、起点の国道341号交点から始まり、田沢湖の北側を東から西方向（反時計回り）に湖畔に沿って通り、仙北市西木町桧木内の国道105号交点に至る。

### 路線データ
- 総延長 : 12.854 km[3]
- 実延長 : 12.854 km[3]
- 起点 : 秋田県仙北市田沢湖生保内字下高野61番（小先達交差点、国道341号・秋田県道127号駒ケ岳線交点）[4]
- 終点 : 秋田県仙北市西木町桧木内字相内5番地先[2]（国道105号交点）[4]
- 未供用区間 : なし[3]

## 歴史
- 1976年（昭和51年）7月10日 - 秋田県道に認定される[4]。
- 1993年（平成5年）5月11日 - 建設省から、県道田沢湖西木線が田沢湖西木線として主要地方道に指定される[5]。

## 路線状況

### 冬期閉鎖区間
- なし[6]

### 交通不能区間
- なし[7]

### 田沢湖を周回する路線
- 東・秋田県道60号田沢湖畔線
- 南・秋田県道60号田沢湖畔線
- 西・秋田県道247号相内潟潟野線
- 北・秋田県道38号田沢湖西木線

## 地理

### 交差する道路
| 施設名       | 接続路線名                      | 備考               | 所在地                                                            |
| ------------ | ------------------------------- | ------------------ | ----------------------------------------------------------------- |
| 小先達交差点 | 国道341号 秋田県道127号駒ケ岳線 | 起点 県道127号終点 | 仙北市田沢湖生保内                                                |
|              | 秋田県道60号田沢湖畔線          | 県道60号終点       | 仙北市田沢湖田沢字春山北緯39度44分4.16秒 東経140度41分58.66秒     |
|              | 秋田県道248号春山田沢線         | 県道248号起点      | 仙北市田沢湖田沢字潟前北緯39度44分54.64秒 東経140度40分33.14秒    |
|              | 秋田県道247号相内潟潟野線       | 県道247号起点      | 仙北市西木町桧木内字相内潟北緯39度45分5.93秒 東経140度38分38.13秒 |
|              | 国道105号                       | 終点               | 仙北市西木町桧木内字相内                                          |

### 沿線の施設
- 田沢湖郷土史料館
- 田沢湖ハーブガーデン
- 御座石神社
- 田沢湖ユースホステル
- 秋田内陸縦貫鉄道 秋田内陸線 松葉駅